# Tiki-Data Tiki-100
Tiki-Data Tiki-100 (Tiki-100) је био професионални рачунар фирме Tiki-Data који је почео да се производи у Норвешкој од 1984. године.
Користио је Z80 (касније 8088) као микропроцесор. RAM меморија рачунара је имала капацитет од 64 KB. 
Као оперативни систем коришћен је TIKO (Z80) и TIKOS (8088), слични CP/M. MS-DOS 2.11.

## Детаљни подаци
Детаљнији подаци о рачунару Tiki-100 су дати у табели испод.
|                       |                                                                                            |
| [ 1 ]                 |                                                                                            |
| Произвођач            |                                                                                            |
| Тип                   | професионални рачунар                                                                      |
| Меморија              | 64 KB                                                                                      |
| Поријекло             | Норвешка                                                                                   |
| Година                | 1984                                                                                       |
| Тастатура             | пуни помак тастера, QWERTY 92 тастера са нумеричком тастатуром, смјер и функцијски тастери |
| Процесор              |                                                                                            |
| Фреквенција процесора | 4 (Z80), 6 (8088)                                                                          |
| RAM                   | 64 KB                                                                                      |
| ROM                   | 8 KB                                                                                       |
| Текст                 | нема                                                                                       |
| Графика               | 256 x 256, 512 x 256, 1024 x 256                                                           |
| Боја                  | 16, 4 или 2 између 256, зависно од режима                                                  |
| Звук                  | 3-канал/8-октава, уграђени AY-3-8912. Уграђени звучник + регулација јачине звука           |
| Димензије             | 31,3 (ширина) x 26,5 (дубина) x 6,5 (висина) / 1,915                                       |
| Портови               |                                                                                            |
| Оперативни систем     | и (8088), слични 2.11                                                                      |